# 公森太郎
公森 太郎（きみもり たろう、明治15年（1882年）3月6日 - 昭和28年（1953年）2月25日）は、日本の大蔵官僚、銀行家。元朝鮮銀行副総裁。元中国銀行頭取。

## 経歴
岡山県都宇郡大内田村（のち都窪郡吉備町、現岡山市北区）に公森仲次の長男として生まれた。
明治41年（1908年）東京帝国大学政治科卒業。大蔵省奉職。昭和5年（1930年）8月退官、日本興業銀行理事に就任。昭和12年（1937年）4月朝鮮銀行副総裁。昭和15年（1940年）1月中国銀行頭取に就任。戦後の昭和21年（1946年）に公職追放。

## 家族
- 妻 キヨ子（東京府、士族佐藤禾夫の長女）
- 長男 俊郎（銀行員）

同妻 幸子（山口県、国弘長重の長女）
- 二男 仁郎（銀行員）ほか

## 系譜
公森家（公森家都宇郡大内田村）
公森家は、歌人藤原俊成の子孫である。俊成は中納言の位で皇太后太夫（皇太后に仕える仕事）の職に任じられ権中納言定家と共に百人一首を撰した。安徳天皇に仕えていたので、源平合戦の後、民間に降り、備中国平田に居住した。平田に皇太后国コウダイコクという字地名があるのはこれによると云われている。その子俊直より十三代の後裔某の妻は遺子為俊をつれて大内田村庄屋森竹右衛門妻に再嫁した。竹右衛門に嗣子がなかったので、為俊がその家を嗣いだ。為俊は姓を「公森」と改めて竹右衛門を襲名した。
```
竹右衛門━竹右衛門━友太郎┳健四郎=貞吉
　　　　　　　　　　　　　┃
　　　　　　　　　　　　　┗虎造

```

```
森　　　　　　公森
太兵衛━多助━長治郎━仲蔵━太平孝俊━仲次光俊━太郎正俊┳俊郎
　　　　　　　　　　　　　　　　　　　　　　　　　　　　┃
　　　　　　　　　　　　　　　　　　　　　　　　　　　　┗仁郎

```